# Secret Oyster
Secret Oyster var et af Danmarks førende jazzrock-bands, og blev dannet i 1972 i København. Bandet var en videreudvikling af den instrumentale side af Burnin Red Ivanhoes repertoire. Bandets navn kommer fra sangen "Secret Oyster Service" på Burnin Red Ivanhoes album af samme navn Burnin Red Ivanhoe (1970).

## Historie
Karsten Vogel, der var frontløber for Burnin Red Ivanhoe, havde især to musikalske forhold der skulle gælde for det nye band han ville skabe: Bandets medlemmer skulle alle være i stand til at improvisere på højeste plan og skulle kunne skabe sammenhængende og meningsfulde linjer i soloforløbene. Den anden tanke var ønsket om at sikre det rytmiske drive, den fremad drivende rytmik, som den bedste jazz igennem tiderne havde kunnet byde på. Secret Oyster var inspireret af Mahavishnu Orchestra og Weather Report, men bandet havde sin egen klang, især på grund af samspillet mellem Claus Bøhlings guitar og Vogels sax. Det var en lyd der blev lagt mærke til også internationalt.
Som trommeslageren valgtes Bo Thrige Andersen. Bassisten Mads Vinding havde nogle jazzagtige basgange på flere numre på Burnins debutalbum M 144. Pianisten Kenneth Knudsen forstod, hvilke muligheder der lå i at kombinere jazz og rock. Guitaristen Claus Bøhling repræsenterede rocksiden af musikken, hans medrivende solistiske raga-forløb pegede hen imod den nyeste jazz.
Secret Oyster fik også international succes, turnerede med Captain Beefheart, og spillede bl.a. i Paris for omkring 30.000 mennesker. Bandets sidste koncert var på Christiania d. 17. december 1977. Bandet genopstod i 2007 med koncerter i USA og Danmark.

## Medlemmer
De oprindelige medlemmer var Bo Thrige Andersen, Claus Bøhling, Karsten Vogel, Kenneth Knudsen og Mads Vinding.
Andre medlemmer der blev tilknyttet senere Assi Roar, Daniel Fridell, Jess Stæhr og Ole Streenberg.

## Diskografi
- Secret Oyster, 1973
- Sea Son, 1974
- Vidunderlige kælling, 1975
- Straight To The Krankenhaus, 1976